# Leiturgie
Leiturgie oder Leiturgia (von griechisch ἡ λειτουργία) bezeichnete in der griechischen Antike ursprünglich jede Art von Dienstleistungen wohlhabender Bürger für die Gemeinschaft, im engeren Sinne die Finanzierung „öffentlicher“ Aufgaben und Vorhaben durch wohlhabende Bürger oder Metöken in Athen. Dabei konnte es sich um allerlei Projekte handeln, wie etwa die Finanzierung eines Bauwerks oder das Ausrichten eines Fests. Wer ein Vermögen von mehr als drei Talenten besaß, konnte im klassischen Athen zu einer Leiturgie verpflichtet werden, dies jedoch nicht in zwei aufeinander folgenden Jahren. Die leitenden Beamten der Stadt (die Archonten), reiche minderjährige Waisen, Kleruchen und Epheben waren von der Leiturgie befreit.
Eine bekannte Form der Leiturgie ist die so genannte Choregie, bei welcher ein reicher Bürger die Ausstattung und den Unterhalt eines Chores (z. B. anlässlich der Panathenäen) besorgte. Eine militärische Sonderform der Leiturgie ist die Trierarchie, mit welcher sich Bürger (insbesondere in Athen) dazu verpflichteten – oder dazu verpflichtet wurden –, für den Bau und die Ausrüstung eines Kriegsschiffes (einer Triere) aufzukommen. In der Regel waren die Financiers dann auch formell Kommandanten des entsprechenden Schiffes. 
Diese Form der Finanzierung größerer öffentlicher Ausgaben war notwendig, da es keine regelmäßig erhobenen Steuern gab, um die Staatsausgaben zu finanzieren. Indem die Übernahme einer solchen finanziellen Verpflichtung durch einzelne Bürger jedoch mit größtem Prestige verbunden war, dürfte es zumindest in der Frühzeit der attischen Demokratie nicht problematisch gewesen sein, willige Geldgeber unter den wohlhabenden Bürgern ausfindig zu machen. 
Sie ist auch eine von islamischen Herrschern bei großen Bauvorhaben angewendete Maßnahme der Arbeitsdienstverpflichtung.
Leiturgie ist eine andere Transkription desselben griechischen Wortes wie Liturgie.